# Кубок Лівану з футболу 2022—2023
Кубок Лівану з футболу 2022—2023 — 50-й розіграш головного кубкового футбольного турніру у Лівані. Титул володаря кубка вдруге поспіль здобув Неджмех.

## Календар
| Раунд      | Дата                       | Матчі | Клуби  |
| ---------- | -------------------------- | ----- | ------ |
| 1/8 фіналу | 16-18 грудня 2022          | 8     | 16 → 8 |
| 1/4 фіналу | 17 березня - 2 квітня 2023 | 4     | 8 → 4  |
| 1/2 фіналу | 23-22 квітня 2023          | 2     | 4 → 2  |
| Фінал      | 30 квітня 2023             | 1     | 2 → 1  |

## 1/8 фіналу
| Команда 1              | Рахунок      | Команда 2                 |
| ---------------------- | ------------ | ------------------------- |
| 16 грудня 2022         |              |                           |
| Расинг (Бейрут) (2)    | 1:4          | Шабаб Аль-Сахель          |
| 17 грудня 2022         |              |                           |
| Аль-Тадамон (Тір)      | 0:2          | Неджмех                   |
| Шабаб Аль-Газіех       | 2:1          | Салам (Згарта)            |
| Іслах (2)              | 0:2          | Бурдж                     |
| Аль-Агед               | 2:0          | Аль-Ансар                 |
| 18 грудня 2022         |              |                           |
| Сагессе                | 0:1          | Сафа Бейрут               |
| Аль-Аглі (Набатія) (2) | 0:0 пен. 5:4 | Триполі                   |
| Шабаб Баальбек (2)     | 0:2          | Аль-Акхаа Аль-Ахлі (Алей) |

## 1/4 фіналу
| Команда 1                 | Рахунок | Команда 2              |
| ------------------------- | ------- | ---------------------- |
| 17 березня 2023           |         |                        |
| Аль-Акхаа Аль-Ахлі (Алей) | 1:2     | Бурдж                  |
| Шабаб Аль-Сахель          | 2:1     | Аль-Аглі (Набатія) (2) |
| 1 квітня 2023             |         |                        |
| Неджмех                   | 2:1     | Сафа Бейрут            |
| 2 квітня 2023             |         |                        |
| Шабаб Аль-Газіех          | 0:3     | Аль-Агед               |

## 1/2 фіналу
| Команда 1        | Рахунок | Команда 2 |
| ---------------- | ------- | --------- |
| 23 квітня 2023   |         |           |
| Бурдж            | 0:2     | Неджмех   |
| 24 квітня 2023   |         |           |
| Шабаб Аль-Сахель | 0:4     | Аль-Агед  |

## Фінал
| 30 квітня 2023 16:00 (EEST) |

| Аль-Агед                                     | 0:0      | Неджмех                             |
| -------------------------------------------- | -------- | ----------------------------------- |
| Діарра 61'                                   | Протокол | Алааеддіне 38' Гаддар 84'           |
|                                              | Пенальті |                                     |
| - Хайдар - Мансур - Мелкі - Аль-Хадж - Ервін | 3:4      | - Жефіньйо - Барата - Курані - Зейн |

| Фуад Ченаб Стедіум, Джунія Арбітр: Мохамад Ісса |